# Abduktion (metode)
 For alternative betydninger, se Abduktion. (Se også artikler, som begynder med Abduktion)
Abduktion (af latin: ab-ducere, lede bort) er i traditionel logik betegnelse for en syllogisme hvori oversætningen er sand, men med undersætningen og dermed konklusionen kun er sandsynlig.
Hos Peirce er abduktion ved siden af deduktion og induktion. Støder vi på en eller anden form for mærkværdig kendsgerning, så benytter vi os af abduktion, hvis vi opstiller en hypotese, der forklarer den mærkværdige kendsgerning derved, at den følger deduktivt af hypotesen.
| filosofi | Spire Denne filosofiartikel er en spire som bør udbygges. Du er velkommen til at hjælpe Wikipedia ved at udvide den. |